# Limbo (zespół muzyczny)
Limbo – grupa muzyczna z Krakowa. Zwycięzca konkursu Konkurs Młodych Talentów GRAMY 2008.

## Historia
Powstali na początku 2007 roku. Grali muzykę z pogranicza muzyki autorskiej, bluesa, new weird america  i folku. Podczas koncertów grali autorskie utwory oraz standardy bluesowe Roberta Johnsona we własnych aranżacjach. Występowali na wielu festiwalach, w tym FAMA, Bluestracje, Olsztyńskie Noce Bluesowe, Rawa Blues Festiwal, Festiwal Piosenki Studenckiej w Krakowie zdobywając szereg nagród oraz wyróżnień (m.in. grand prix i tytuł największej osobowości artystycznej festiwalu podczas 37. Festiwalu Artystycznego Młodzieży Akademickiej FAMA, wyróżnienie dla najlepszego zespołu
podczas 43. Studenckiego Festiwalu Piosenki w Krakowie, główna nagroda w konkursie „Youngblood” podczas festiwalu Bluestracje oraz wiele nagród indywidualnych dla członków zespołu). W plebiscycie "Blues Top 2007" organizowanym przez gazetę "Twój Blues" zdobyli pierwsze miejsce w kategorii "Odkrycie roku".
Podczas eliminacji w 21 miejscowościach wystąpiło blisko 100 wykonawców. Zespół Limbo zwyciężył na czwartym koncercie eliminacyjnym w Świnoujściu 19 kwietnia 2008 pokonując IMP z Wrocławia, Still Blue z Łobza oraz Under Construction z Barcina. W finale 5 lipca 2008 w Teatrze Letnim w Szczecinie zdobył Grand Prix. Lider zespołu - Michał Augustyniak zdobył nagrodę dla autora najlepszego tekstu za tekst pt. "Czarny kolczyk". 
Zwycięstwo w konkursie oznaczało nagranie i wydanie singla oraz produkcję teledysku. W listopadzie 2008 roku wydali album Limbo - Czarny Kolczyk (wyd. Luna Music). Zespół zakończył swoją działalność rok później, w 2009 roku.

## Skład grupy
- Michał Augustyniak - lider, gitara i śpiew, śpiew kontrowersyjny, przeszkadzajki
- Lukasz Wiśniewski - harmonijka ustna, przeszkadzajki
- Piotrek Górka - kontrabas
- Bartek Kazek - bębny, conga, bongosy

## Dyskografia
- Czarny Kolczyk (2009)